# Bundesamt für Gesundheit

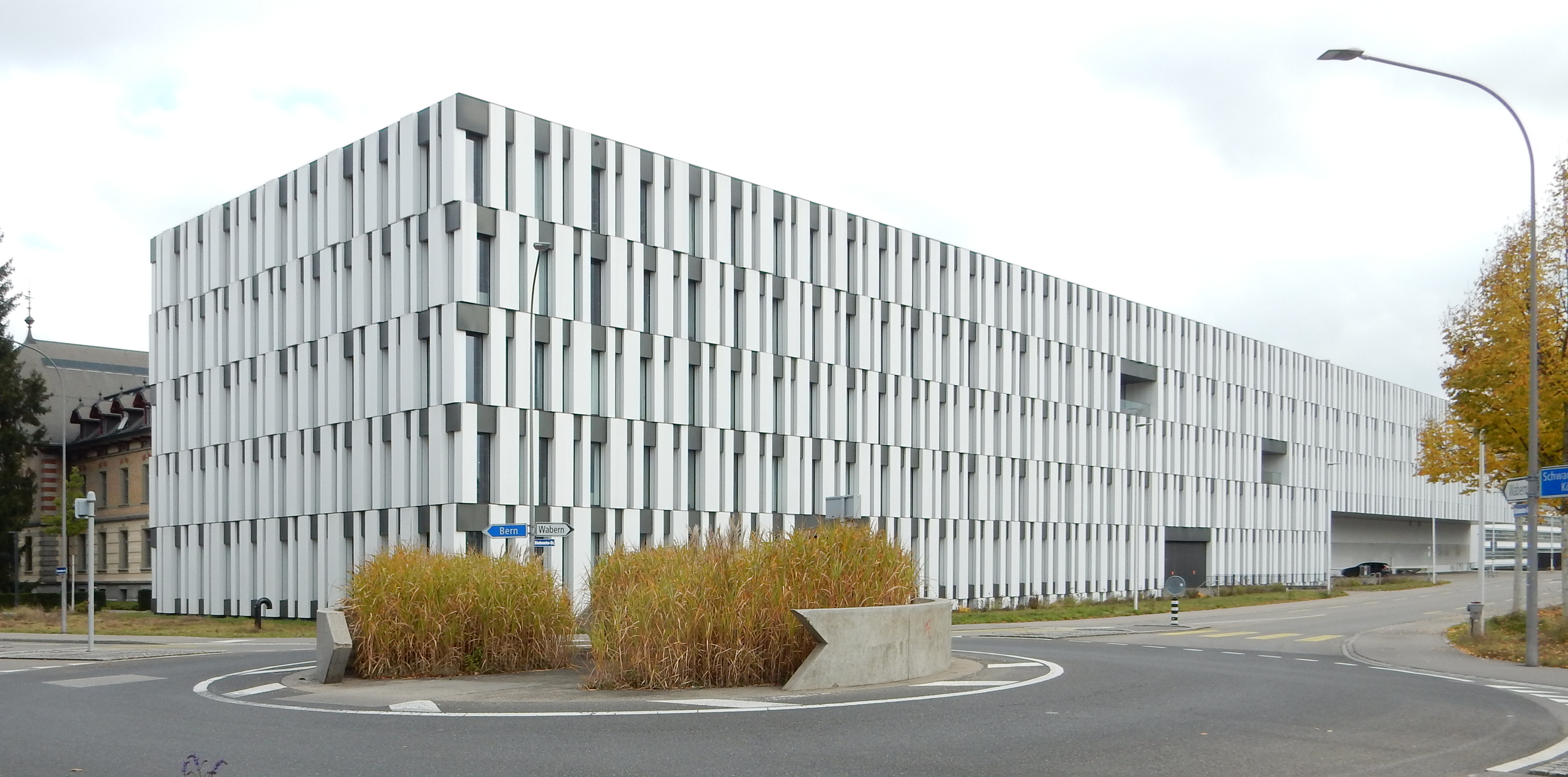
Der Sitz des Bundesamtes für Gesundheit in Liebefeld

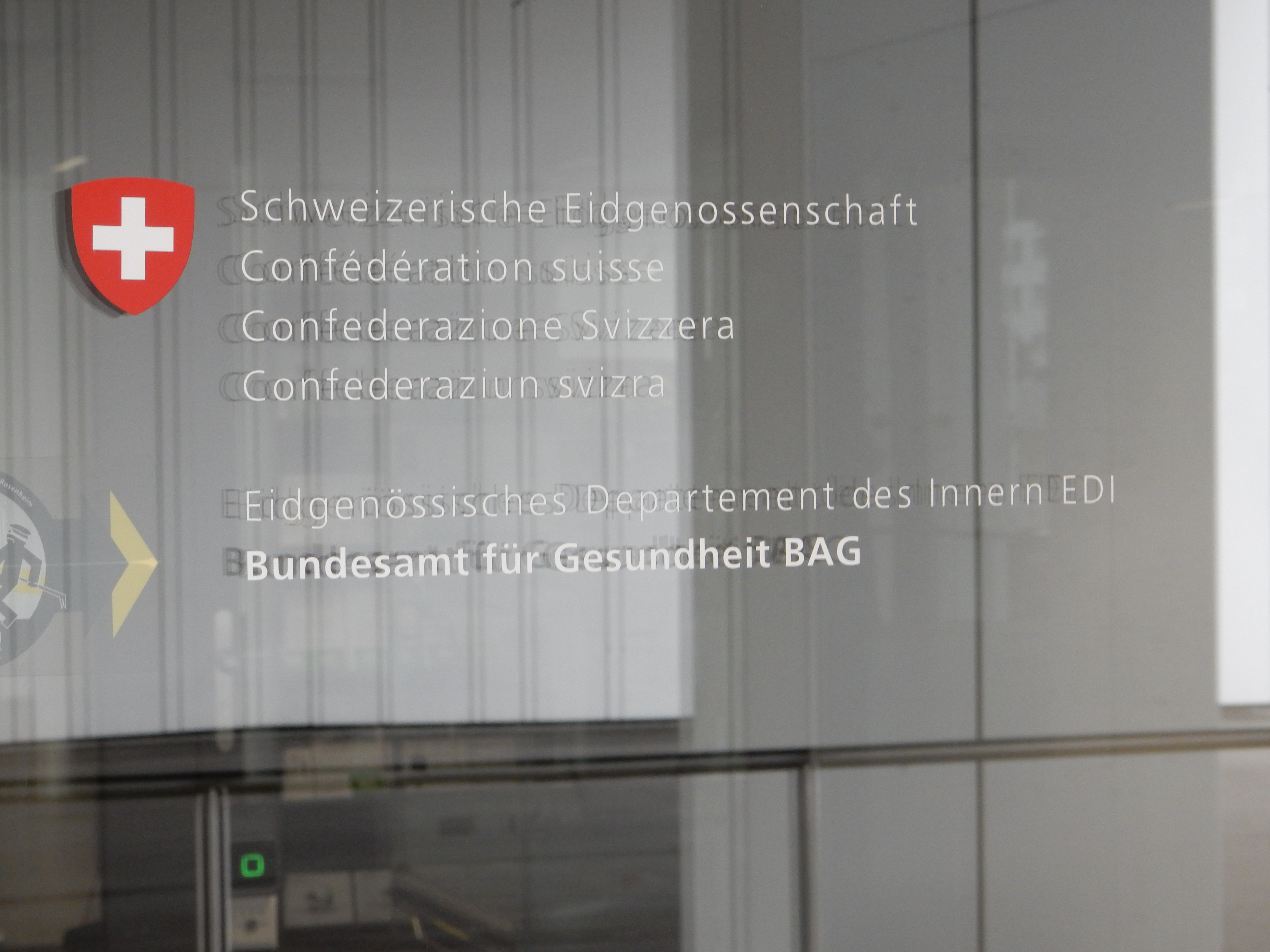
Diensteingang des BAG

Das Bundesamt für Gesundheit (BAG) (französisch Office fédéral de la santé publique OFSP, italienisch Ufficio federale della sanità pubblica UFSP, rätoromanisch Uffizi federal da sanadad publica UFSP, englisch Federal Office of Public Health FOPH) ist eine Bundesbehörde der Schweizerischen Eidgenossenschaft und gehört zum Eidgenössischen Departement des Innern. Das BAG mit Sitz in Liebefeld (Gemeinde Köniz BE) wird seit dem 1. Oktober 2020 von Anne Lévy geleitet.

## Zuständigkeitsbereich
Das BAG ist zuständig für die nationale Gesundheitspolitik und – gemeinsam mit den Kantonen – für die Förderung der Gesundheit der Schweizer Bevölkerung. Zudem vertritt das BAG als nationale Behörde die Schweiz in gesundheitspolitischen Belangen in internationalen Organisationen und gegenüber anderen Staaten.
Entsprechend breit ist das Aufgabengebiet des BAG. Das BAG setzt sich ein für eine gesunde Lebensweise der Bevölkerung und ein leistungsfähiges Gesundheitssystem. Beispielsweise ist das BAG zuständig für die soziale Kranken- und Unfallversicherung, es plant und realisiert die nationalen Programme zur Bekämpfung von Suchtverhalten und von übertragbaren Krankheiten und kümmert sich um die Vorbeugung von nichtübertragbaren Krankheiten sowie den Strahlenschutz.

## Geschichte
Am Anfang steht die eidgenössische Sanitätskommission, die zwischen 1879 und 1882 arbeitete. Unter der Leitung von Bundesrat Karl Schenk und Vizepräsident Jakob Laurenz Sonderegger wurde zuerst die bundesrätliche Botschaft über Einrichtung und Massnahmen zur Verhütung und Bekämpfung gemeingefährlicher Epidemien vom 18. Dezember 1879 erarbeitet. Johann Friedrich Schmid wurde ab 1889 der erste ausschliesslich für Gesundheitsfragen zuständige Beamte und 1893 erster Direktor des Eidgenössischen Gesundheitsamtes mit noch zwei weiteren Mitarbeitern. In den 1960er Jahren wurde dieses für kurze Zeit zum Bundesamt für Gesundheitswesen.

## Kritik
Wegen des elektronischen Patientendossiers wurde das Bundesamt für Gesundheit bei den Big Brother Awards 2019 mit einem Negativpreis ausgezeichnet.

## Personalbestand ab 2001
| Jahr | Vollzeitstellen |
| ---- | --------------- |
| 2001 | 319             |
| 2002 | 298             |
| 2003 | 313             |
| 2004 | 396             |
| 2005 | 395             |
| 2006 | 353             |
| 2007 | 403             |
| 2008 | 399             |
| 2009 | 422             |
| 2010 | 453             |
| 2011 | 480             |
| 2012 | 476             |
| 2013 | 490             |
| 2014 | 439             |
| 2015 | 444             |
| 2016 | 458             |
| 2017 | 465             |
| 2018 | 480             |
| 2019 | 487             |
| 2020 | 517             |
| 2021 | 549             |
| 2022 | 558             |
| 2023 | 611             |
| 2024 | 616             |